# Роман, Эд
Эдвард Роман (англ. Edward Roman, 52 июня 1930 — 1 марта 1988) — американский баскетболист. Роман был одним из ключевых игроков чемпионского состава баскетбольной команды Городского колледжа Нью-Йорка «ГКНЙ Биверс», которая в 1950 году впервые в истории студенческого баскетбола выиграла в один год два постсезонных турнира — Национальный пригласительный турнир и турнир NCAA.

## Биография
Роман учился в старшей школе Тафта в Бронксе, где ранее играл его будущий одноклубник по Городскому колледжу Ирвин Дэмброт. По окончании обучения он поступил в Городской колледж Нью-Йорка, где стал выступать за местную баскетбольную команду «ГКНЙ Биверс» под руководством тренера Нэта Холмана. В чемпионском сезоне 1949/50 годов Роман был самым результативным игроком команды и в среднем за игру набирал 16,4 очка.

## Скандал, связанный с подтасовкой результатов матчей
В сезоне 1950/51 годов Роман и ещё один член чемпионского состава Эд Уорнер стали капитанами «Биверс» и ожидалось, что они вновь поборются за чемпионские титулы. Однако, 18 февраля 1951 года прокурор Нью-Йорка Фрэнк Хоган арестовал семь баскетболистов, включая Романа, по подозрению в получении взятки и подтасовке результатов трёх игр в сезоне 1950/51. В итоге, все признали себя виновными в совершении административного правонарушения и в ноябре того же года были приговорены к условным срокам наказания. Кроме того, он, как и другие баскетболисты замешанные в скандале, получил пожизненный запрет на выступление в НБА.

## Дальнейшая жизнь
После двух лет в вооружённых силах США Роман продолжил обучение. Он окончил университет Сиэтла по специальности физическое образование, а затем вернулся в Нью-Йорк, где получил вначале диплом магистра, а потом и докторскую степень в Нью-Йоркском университете по специальности психология. Позже работал в системе государственных школ Квинса учителем по физической подготовке, а в середине 1970-х психологическим консультантом. Был женат и в браке у него родилось трое детей — Марк, Джоан и Тэмми. Эд Роман умер 1 марта 1988 года от лейкемии.